# راندال بيولي
راندال بيولي (بالإنجليزية: Randall Bewley)‏ هو عازف قيثارة أمريكي، ولد في 25 يوليو 1955 في برادنتون في الولايات المتحدة، وتوفي في 25 فبراير 2009 في أثينا في الولايات المتحدة بسبب نوبة قلبية.

## وصلات خارجية
- راندال بيولي على موقع ميوزك برينز (الإنجليزية)
- راندال بيولي على موقع ديسكوغز (الإنجليزية)